# Voia, Hunedoara
Voia este un sat în comuna Balșa din județul Hunedoara, Transilvania, România.

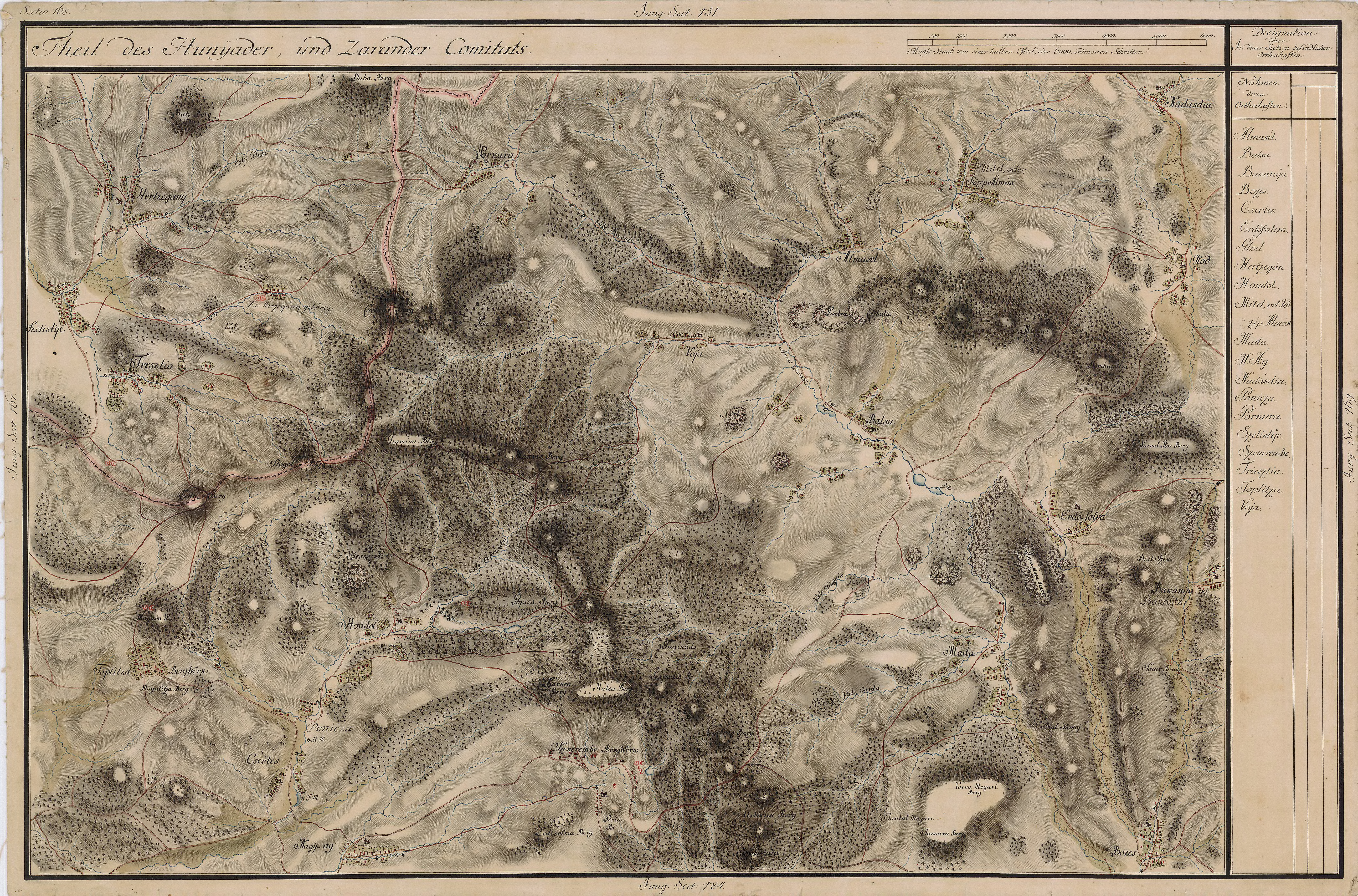
Voia în Harta Iosefină a Transilvaniei, 1769-1773